# Eva von Pannewitz
Eva Josephine Hedwig von Pannewitz auch Eva von Pannwitz (* 26. April 1865 in Aachen; † 6. Januar 1917 in Rostock) war eine deutsche Landschaftsmalerin.

## Leben
Eva von Pannewitz entstammte dem in der Ober- und Niederlausitz, Schlesien und der Grafschaft Glatz beheimateten Uradelsgeschlecht von Pann(e)witz. Sie war eine Tochter des preußischen Generalmajors Hugo von Pannwitz (1820–1892) und dessen Ehefrau Marie Anna Chorus (1834–1919). 
Eva von Pannewitz kam in den 1890er Jahren als Malschülerin zu Friedrich Wachenhusen nach Ahrenshoop. Da Frauen im 19. Jahrhundert der Zugang zu Kunstakademien noch verwehrt war, waren sie auf private Ausbildungsstätten angewiesen. In Ahrenshoop existierten mit der Malschule von Paul Müller-Kaempff im Haus St. Lucas und der von Friedrich Wachenhusen im Dünenhaus zwei dieser Einrichtungen.
Sie ließ sich 1895 neben dem Haus ihrer Freundin Henriette von Choffel am Schifferberg 8 ein Haus erbauen. Beide wurde hier sesshaft und führten ihre Häuser als Pensionen. Sie war mit dem Maler Hugo Richter-Lefensdorf befreundet, der ihr, wie auch weitere Künstler, Gäste vermittelte. So verbrachte etwa der Photochemiker Adolf Miethe mit seiner Familie seinen ersten Ahrenshoop-Aufenthalt in ihrem Haus. Auch der bekannte Hamburger Maler Friedrich Kallmorgen war ihr Gast. Sie gehörte dem 1904 gegründeten Ahrenshooper Gemeinnützigen Verein – „Verschönerungsverein“ als Vorstandsmitglied an. Eva von Pannewitz blieb unverheiratet, sie verstarb am 6. Januar 1917 im Rostocker Universitäts-Krankenhaus.
Eva von Pannewitz fertigte vorwiegend Landschaftsbilder (Öl und Aquarell), die die Ostseeküste auf dem Fischland und Darß und auch der Insel Rügen zum Inhalt haben. Sie signierte ihre Bilder häufig mit einem ligierten Monogramm „EvP“. 